# (32398) 2000 QT218
2000 QT218 (asteroide 32398) é um asteroide da cintura principal. Possui uma excentricidade de 0.10491440 e uma inclinação de 5.63358º.
Este asteroide foi descoberto no dia 20 de agosto de 2000 por LONEOS em Anderson Mesa.